# Matilde Cherner
Matilde Rafaela Cherner (Salamanca, 1833-Madrid, 15 de agosto de 1880) fue una escritora y periodista española. Ha sido descrita como una mujer «de ideas progresistas y de claras y marcadas convicciones políticas» y una «republicana federal convencida».

## Biografía
Nació en Salamanca en 1833. Su madre era Antonia Hernández, natural de Aldeadávila de la Ribera, Salamanca, y su padre Juan Cherner, natural de San Fernando, Cádiz. Sabía latín y francés. Escribió en La Revista Salmantina, donde apareció publicado su primer poema en 1852, y El Federal Salmantino. Durante 1872-1873, en este último aparecieron varios poemas suyos pero ya vivía en Madrid.

### Trayectoria literaria
Con el pseudónimo de Rafael Luna, publicó las novelas Novelas que parecen dramas (1877), Las tres leyes (1878) Ocaso y aurora (1878) y María Magdalena: estudio social (1880), así como gran número de trabajos críticos.
Para el teatro escribió también algunas obras, motivando las tituladas Don Carlos de Austria y La Cruz comunicados y polémicas, por asegurar la autora que habían sido rechazados para poner en escena El haz de leña (1872) de Núñez de Arce y Don Rodrigo (1873) de Agustín Fernando de la Serna, de análogos asuntos a los tratados por ella en sus obras. También fue autora de un notable Juicio crítico sobre las Novelas ejemplares de Cervantes.
Colaboró en la revista madrileña La Ilustración de la Mujer, donde se conservan tres poemas, un relato literario, un estudio sobre la música religiosa, y una serie de artículos sobre la situación femenina, recogidos bajo el epígrafe de Las mujeres pintadas por sí mismas, estos firmados con su nombre. También colaboró en La Ilustración Republicana Federal.

#### María Magdalena
Quizás su obra más polémica fue María Magdalena, en la que criticó la prostitución legalizada como ya hacía en sus artículos de la Ilustración. El tema es la prostitución vista a través de la vida de una joven abocada a ese mundo y narrada en forma de memorias. La prostituta narra cómo ha llegado a ese oficio tan degradante. Quizás esta novela sea la primera novela española en la que una prostituta es la protagonista. Posteriormente, en 1884, el médico Eduardo López Bago publicó La prostituta, que fue muy criticada y objeto de algunas polémicas. Galdós publicó en 1881 La desheredada, obra que Clarín consideraba la historia de una prostituta. Esta obra, que fue definida por la autora en su prólogo como naturalista, aunque con matizaciones, es más reflexiva que descriptiva. En ella con un tono moralizante hace una crítica a la sociedad que al tiempo que las necesita las rechaza.
Falleció en su domicilio madrileño de la calle de la Palma número 21, a causa de un aneurisma, según el parte oficial, el 15 de agosto de 1880. No obstante, su muerte inesperada motivó algunos rumores sobre un posible suicidio como consecuencia de la presión pública recibida por su denuncia de la prostitución.

## Obra
Su obra narrativa consta de un total de 14 títulos, que suman a las seis novelas publicadas en forma de folletín diversos cuentos, como El miserere de Doyagüe (1875), de estilo romántico. Respecto a su poco conocida producción teatral, fue polémica su acusación de plagio a Núñez de Arce, quien habría copiado su obra Don Carlos de Austria, aunque su denuncia no tuvo ninguna repercusión. En 2022 la editorial Espinas reeditó su obra María Magdalena.